# Parc provincial de Big Hill Springs
Le parc provincial de Big Hill Springs est un parc provincial en Alberta. Il est situé à 10 kilomètres au nord de Cochrane et 6 kilomètres de la route 22 sur la route 567 dans le comté de Rocky View.
Big Hills Springs est situé au nord-ouest de Calgary, Alberta aux contreforts des Rocheuses. L'attraction primaire dans le parc est une série de petites chutes d'eau qui coulent durant toute l'année sur des terrasses rocheuses couvert avec une croissance luxuriante d'arbustes et d'herbes. Le parc est aussi le site d'une écloserie de poissons historique et est le lieu de la première crèmerie commerciale de l'Alberta.

## Activités
Les activités disponibles dans le parc provincial Big Hill Springs sont les suivantes :
- Randonnée pédestre
- Observation de la faune et du paysage
- Écloserie de poissons